# Central nuclear de Bushehr
La central nuclear de Bushehr (en persa نیروگاه اتمی بوشهر) es una instalación atómica en Irán. Está situada 17 kilómetros al sureste de la ciudad de Bushehr, entre los municipios pesqueros de Halileh y Bandargeh en la costa del Golfo Pérsico. La central nuclear está ubicada sobre la unión de tres placas tectónicas.
La construcción de la central comenzó en 1975 con la participación de varias empresas alemanas, pero en 1979 las obras fueron paralizadas como consecuencia de la Revolución Islámica que vivió el país. Décadas después, en 1995, Irán y el Ministerio para la Energía Atómica de Rusia firmaron un acuerdo para la finalizar su construcción, acuerdo en el cual la empresa pública rusa Atomstroyexport sería la contratista principal. 
El desarrollo de las obras para su construcción, se retrasó varios años debido a problemas técnicos y financieros así como a la presión política de varios países occidentales, para que Irán no tenga tecnología nuclear. En 2007 se firmó un nuevo acuerdo entre Rusia e Irán en el que los segundos se comprometían a compensar económicamente por el sobrecoste y la inflación una vez terminadas las obras.
La entrega de combustible nuclear de Rusia a Irán comenzó ese mismo año. La central nuclear de Bushehr empezó a aportar electricidad a la red eléctrica nacional el 3 de septiembre de 2011, siendo inaugurado oficialmente el 12 de septiembre con las asistencia a la ceremonia de Serguéi Shmatko, ministro ruso de energía, y Serguéi Kiriyenko, director de Rosatom.
El diseño de la central nuclear de Bushehr ha tenido que salvar varias dificultades técnicas con el paso de los años, al tener que adaptar sus instalaciones al clima propio de la región en la que se ubica. Su ubicación también ha tenido múltiples implicaciones en el plano político y de relaciones internacionales. 
En ese sentido está considerada como la primera central nuclear civil construida en Oriente Medio, y la segunda instalación nuclear en la región tras el Centro de Investigación Nuclear del Néguev, en Dimona (Israel).